# 清廉战士
《清廉战士》是中华人民共和国首部以廉政文化为主题的大型2D网络游戏，由浙江省宁波市海曙区纪委和海曙区街道党工委等单位负责开发。游戏于2007年7月25日公开测试，2007年8月14日宣布关闭，公开运营不到20天。

## 游戏内容
玩家扮演一位“清廉战士”，不断接到任务斩杀贪官，同时玩家还会遭到贪官卫兵、情妇、子女等的攻击报复。玩家以此积累经验值，最后使社会变成“清廉仙境”。
游戏中的165个人物原型均来自历史记载的人物，既有斩妖除魔的忠臣青天，也有倒行逆施的贪官污吏。贪官奸佞按照贪欲指数设定贪官的着装和难度攻克级别。
游戏大部分游戏地图以宁波建筑为原型，游戏中人物使用的道具和药品也是宁波风味。

## 开发
2005年年初，中国各地掀起廉政文化的建设热潮。海曙区纪委和海曙区西门街道党工委领导提出能否研发一款以“反腐倡廉”为主题的网络游戏，使得廉正文化建设工程不仅可以全民参与，而且可以影响和教育青少年。经过讨论后，决定启动一项由海曙区纪委出资、海曙区西门街道党工委出人、团海曙区委把关的大型网络游戏研发工程。游戏最终命名为《清廉战士》。游戏爱好者华彤初任研发小组主要成员。游戏开发花费十万元人民币。
6名电脑游戏爱好者经过2年多的摸索和制作，《清廉战士》于2007年6月完成。经过修改、调试后，最终决定7月25日正式对外开通。

## 运营
游戏方声明，《清廉战士》是纯公益游戏，永不收费，且不出售道具。为了防止游戏沉迷，游戏进行两小时后自动断网。
2007年7月25日，游戏公开测试，有300多名玩家在线注册，之后又陆续有7000多人注册，原设计供五六百人同时在线的服务器无法承受。7月31日，由于服务器不堪重负，游戏方宣布停运升级。8月10日，该游戏的发布网站“中国廉政文化游戏网”通知，进行软件、硬件升级。
2007年8月14日，游戏停止运营。“中国廉政文化游戏网”对外宣布：“接有关部门通知，本网站将关闭。”
在游戏停运之前，在线人数最多时过千，注册人数过万。

## 反响
由于游戏的制作团队和技术等限制，游戏的制作相当粗糙，游戏中的人物头像、贴图、音乐大多复制自其他游戏。
游戏本身存在许多程序错误，在游戏中不能看到自己和其他玩家的形象，游戏界面只是一大片无人的建筑。
游戏还存在着不少知识性错误，如在康熙皇帝“要求獲得20個李林甫人頭”的小任務中，就有四個錯別字與一個歷史差錯（康熙皇帝是清朝人，李林甫是唐朝人）。
游戏中通过杀死贪官、情妇、儿女的方式进行有悖于现代法律的血腥执法也引发了争论。

## 相关游戏
《清廉战士》设计者华彤（时任海曙区西门街道党工委下属龙柏社区党支部书记）2007年接受《南方都市报》采访时说，在开发该网游前，他们就已经成功推出了一系列廉政单机游戏，此次趁《清廉战士》上线，也还推出其他游戏供网友免费下载。这些游戏包括《官场人生》、《廉侠除贪记》、《打倒贪官》、《廉政象棋》、《清官连连看》、《清官道》等，其中的《廉侠除贪记》可说是《清廉战士》的前身。而养成类游戏《官场人生》也在一时间备受网友关注，游戏内容是大学刚毕业的主人公“姚清廉”在任职公务员的过程中保持清廉、升官晋级的故事。